# Schieren
Schieren (luxemburguès Schieren, alemany Schieren) és una comuna i vila al nord-est de Luxemburg, que forma part del cantó de Diekirch. Fou creada el 1850 com a escissió d'Ettelbruck.

## Població
| Nacionalitat   | Població | %      |
| -------------- | -------- | ------ |
| luxemburguesos | 938      | 69,07% |
| Forasters      | 420      | 30,93% |
| - portuguesos  | 249      | 18,34% |
| - francesos    | 11       | 0,81%  |
| - italians     | 36       | 2,65%  |
| - belgues      | 32       | 2,36%  |
| - alemanys     | 18       | 1,33%  |
| - iugoslaus    | 12       | 0,88%  |
| - altres       | 62       | 4,57%  |

## Evolució demogràfica
| Any        | Població |
| ---------- | -------- |
| 15/02/2001 | 1.358    |
| 01/01/2002 | 1.349    |
| 01/01/2003 | 1.373    |
| 01/01/2004 | 1.380    |
| 01/01/2005 | 1.369    |